# Lygodium yunnanense
Lygodium yunnanense là một loài dương xỉ trong họ Lygodiaceae. Loài này được Ching mô tả khoa học đầu tiên năm 1959.